# Podarge des Salomon
Rigidipenna inexpectata
Genre
Espèce
Synonymes
- Podargus inexpectatus Hartert, 1901
(protonyme)
- Podargus ocellatus inexpectatus
Hartert, 1901

Statut de conservation UICN

 NT  : Quasi menacé
Le Podarge des Salomon (Rigidipenna inexpectata), unique représentant du genre Rigidipenna, est une espèce d'oiseaux de la famille des Podargidae.

## Répartition
Cette espèce est endémique de quatre îles des Salomon.

## Taxinomie
Décrit en 1901, il n'a pas été reconnu comme très différent des Podargus avant 2007. Jusqu'alors il était considéré comme une sous-espèce du Podarge ocellé (Podargus ocellatus).